# العلاقات الفيتنامية الفيجية
العلاقات الفيتنامية الفيجية هي العلاقات الثنائية التي تجمع بين فيتنام وفيجي.

## مقارنة بين البلدين
هذه مقارنة عامة ومرجعية للدولتين:
| وجه المقارنة                                              | فيتنام           | فيجي                                                                 |
| --------------------------------------------------------- | ---------------- | -------------------------------------------------------------------- |
| المساحة (كم2)                                             | 331.69 ألف       | 18.27 ألف                                                            |
| عدد السكان (نسمة)                                         | 94.66 مليون      | 915.30 ألف                                                           |
| الكثافة السكانية (ن./كم²)                                 | 285.39           | 50.1                                                                 |
| العاصمة                                                   | هانوي            | سوفا                                                                 |
| اللغة الرسمية                                             | اللغة الفيتنامية | لغة إنجليزية، اللغة الفيجية، اللغة الفيجي الهندية، اللغة الهندستانية |
| العملة                                                    | دونغ فيتنامي     | دولار فيجي                                                           |
| الناتج المحلي الإجمالي (بليون دولار)                      | 234.19 مليار     | 5.06 مليار                                                           |
| الناتج المحلي الإجمالي (تعادل القوة الشرائية) بليون دولار | 553.42 مليار     | 8.32 مليار                                                           |
| الناتج المحلي الإجمالي الاسمي للفرد دولار أمريكي          | 2.48 ألف         | 4.96 ألف                                                             |
| الناتج المحلي الإجمالي للفرد دولار أمريكي                 | 5.63 ألف         | 8.79 ألف                                                             |
| مؤشر التنمية البشرية                                      | 0.666            | 0.727                                                                |
| رمز المكالمات الدولي                                      | +84              | +679                                                                 |
| رمز الإنترنت                                              | .vn              | .fj                                                                  |
| المنطقة الزمنية                                           | ت ع م+07:00      | ت ع م+12:00                                                          |

## منظمات دولية مشتركة
يشترك البلدان في عضوية مجموعة من المنظمات الدولية، منها:
| علم المنظمة | اسم المنظمة                        | تاريخ انضمام فيتنام | تاريخ انضمام فيجي |
| ----------- | ---------------------------------- | ------------------- | ----------------- |
|             | المنظمة الهيدروغرافية الدولية      | ?                   | ?                 |
|             | الاتحاد البريدي العالمي            | ?                   | ?                 |
|             | بنك التنمية الآسيوي                | 1966                | 1970              |
|             | يونسكو                             | 6 يوليو 1951        | 14 يوليو 1983     |
|             | البنك الدولي للإنشاء والتعمير      | 21 سبتمبر 1956      | 28 مايو 1971      |
|             | منظمة التجارة العالمية             | 11 يناير 2007       | ?                 |
|             | وكالة ضمان الاستثمار متعدد الأطراف | 5 أكتوبر 1994       | 24 سبتمبر 1990    |
|             | الاتحاد الدولي للاتصالات           | 24 سبتمبر 1951      | 5 مايو 1971       |
|             | منظمة الشرطة الجنائية الدولية      | ?                   | ?                 |
|             | مؤسسة التمويل الدولية              | 4 أغسطس 1967        | 12 يوليو 1979     |
|             | الأمم المتحدة                      | 20 سبتمبر 1977      | 13 أكتوبر 1970    |
|             | مؤسسة التنمية الدولية              | 24 سبتمبر 1960      | 29 سبتمبر 1972    |
|             | منظمة حظر الأسلحة الكيميائية       | ?                   | ?                 |

## وصلات خارجية
- موقع وزارة الخارجية الفيتنامية
- موقع وزارة الخارجية الفيجية